# Magyar Formatervezési Díj
A Magyar Formatervezési Díj nyilvános pályázatát a Gazdasági és Közlekedési Minisztérium a Magyar Formatervezési Tanács közreműködésével hirdeti meg. Különdíjat adományoz a Nemzeti Kulturális Örökség Minisztériuma, az Oktatási Minisztérium és a Szellemi Tulajdon Nemzeti Hivatala. 2003 óta négy kategóriában lehet nevezni: termék, vizuális kommunikáció, terv, diákmunka. A díj bírálóbizottságának elnöke Prof. Lengyel István. A Magyar Formatervezési Tanács 2024-be bekerült a Divat & Design Ügynökséghez.

## Története
- Elődje 2003-ig az Ipari Formatervezési Nívódíj volt. 2003-ig csak kész termékek versenyezhettek.

## Külső hivatkozások
- 2007. október 8-án átadták a 28. Magyar Formatervezési Díjat Archiválva 2007. október 24-i dátummal a Wayback Machine-ben
- Magyar Formatervezési Tanács oldala Archiválva 2010. március 6-i dátummal a Wayback Machine-ben
- Magyar Formatervezési Díj - pályázat[halott link]
- Magyar Formatervezési Díj - pályázat okm.gov.hu
- A 27. Magyar Formatervezési Díj nyertes művei Archiválva 2008. április 10-i dátummal a Wayback Machine-ben
- Magyar Formatervezési Díjas tárgy
- Magyar Formatervezési Díj 2005. évi díjazottjai Award Winners 2005 Archiválva 2010. március 8-i dátummal a Wayback Machine-ben
- Magyar Formatervezési Díj 2006. évi díjazottjai Award Winners 2006 Archiválva 2010. március 7-i dátummal a Wayback Machine-ben
- Magyar Formatervezési Díj 2007. évi díjazottjai Award Winners 2007 Archiválva 2009. október 3-i dátummal a Wayback Machine-ben
- Magyar Formatervezési Díj 2008. évi díjazottjai Award Winners 2008 Archiválva 2010. március 7-i dátummal a Wayback Machine-ben
- Magyar Formatervezési Díj 2009. évi díjazottjai Award Winners 2009 Archiválva 2010. március 6-i dátummal a Wayback Machine-ben